# Gmina Karksi
Gmina Karksi (est. Karksi vald) – gmina wiejska w Estonii, w prowincji Viljandi.
W wyniku reformy z 2017 roku gmina weszła w skład nowo utworzonej gminy Mulgi.
W skład gminy wchodzi:
- miasto: Karksi-Nuia.
- 20 wsi: Ainja, Allaste, Hirmuküla, Karksi, Kõvaküla, Leeli, Lilli, Metsaküla, Morna, Muri, Mäeküla, Oti, Polli, Pärsi, Pöögle, Sudiste, Suuga, Tuhalaane, Univere, Äriküla.